# Valenzana Mado
ValenzanaMado (wł. ValenzanaMado Società Sportiva Dilettantistica a r.l.) – włoski klub piłkarski, mający siedzibę w mieście Valenza, w północno-zachodniej części kraju, grający od sezonu 2017/18 w rozgrywkach Promozione.

## Historia
Chronologia nazw:
- 1906: Unione Sportiva Valenzana
- 1958: Valenzana Fulvius – po fuzji z Fulvius
- 1961: US Valenzana – po rozwiązaniu fuzji
- 2001: Valenzana Calcio
- 2012: ValenzanaMado – po fuzji z G.S. Mado

Klub piłkarski US Valenzana został założony w miejscowości Valenza w 1906 roku przez grupę sportowców uprawiających różne dyscypliny, aby pod wspólną nazwą uczestniczyć w niektórych zawodach gimnastycznych. Dopiero w kwietniu 1908 roku został oficjalnie zarejestrowany. Wkrótce powstała sekcja poświęcona wyłącznie piłce nożnej, która najpierw brała udział w turniejach regionalnych, a następnie w 1913 roku, gdy powstało boisko miejskie, startował w Campionato piemontese di Promozione. Chociaż zajął trzecie miejsce, ale otrzymał promocję do Prima Categoria. W sezonie 1914/15 debiutował w rozgrywkach na najwyższym poziomie.
Po zakończeniu I wojny światowej klub wznowił działalność, jednak ze względu na kompromis Colombo dotyczący restrukturyzacji mistrzostw, był zmuszony grać baraż o utrzymanie w lidze z Rivarolese. Po przegraniu w barażu klub spadł do Seconda Divisione w sezonie 1922/23. W 1926 po reorganizacji systemu ligi i wprowadzeniu najwyższej klasy, zwanej Divisione Nazionale klub został zdegradowany do III ligi, która nazywała się Seconda Divisione. W następnym 1927 roku po zajęciu drugiego miejsca w grupie A Seconda Divisione Nord wrócił do Prima Divisione (D2). W 1929 została organizowana Serie A i po kolejnej reorganizacji klub został oddelegowany do Serie C, która do 1935 zwana była Prima Divisione. Jednak klub zrezygnował z dalszych rozgrywek i potem występował okazjonalnie w turniejach lokalnych. Od 1932 klub brał udział w lokalnych mistrzostwach U.L.I.C. a następnie do 1940 w mistrzostwach Sekcji Propagandy FIGC. W latach 1940–1945 z powodu II wojny światowej działalność klubu została ograniczona. Pomimo zakończenia II wojny światowej i wznowienia mistrzostw FIGC, drużyna pozostała poza szeregami federalnymi, rejestrując się dopiero w 1948 roku.
W sezonie 1948/49 klub wznowił udział w mistrzostwach FIGC, startując w Prima Divisione Piemontese (D5). W następnym 1950 roku zespół najpierw zwyciężył w grupie C i awansował do turnieju finałowego, w którym zdobył mistrzostwo Piemontu oraz awans do Promozione. W 1956 roku spadł z powrotem do rozgrywek regionalnych. Potem występował w rozgrywkach piątego poziomu, który nazywał się Promozione, Campionato Dilettanti, Prima Categoria i potem znów Promozione. W międzyczasie po fuzji w 1958 z miejscowym klubem Fulvius zmienił nazwę na Valenzana Fulvius, a w 1961 roku po rozwiązaniu fuzji klub wrócił do nazwy US Valenzana.
W 1977 klub spadł do Prima Categoria Piemonte-Valle d'Aosta (D6). Przed rozpoczęciem sezonu 1978/79 Serie C została podzielona na dwie dywizje: Serie C1 i Serie C2, wskutek czego Prima Categoria została obniżona do siódmego poziomu. W 1981 zespół awansował do Promozione Piemonte-Valle d'Aosta (D6).
W sezonie 1984/85 zwyciężył w grupie C Promozione Piemonte-Valle d'Aosta, ale potem w turnieju barażowym o awans do piątej ligi zajął ostatnie 3.miejsce. Po dwóch latach w 1987 roku ponownie wygrał grupę C i tym razem po zajęciu drugiego miejsca zdobył promocję do Campionato Interregionale (D5). W sezonach 1992/93 i 1996/97 spadał na rok do Eccellenza Piemonte-Valle d'Aosta, ale natychmiast wracał do piątej ligi, która nazywała się Campionato Nazionale Dilettanti i Serie D.
W sezonie 2000/01 najpierw zwyciężył w grupie A Serie D i  zakwalifikował się do turnieju finałowego, w którym po wygraniu Triangle 1, następnie wygrał półfinał 2:0, 1:1 z Poggibonsi i przegrał finał 1:2 z Palmese. Jako finalista zdobył awans do Serie C2 (D4). Sezon 2011/12 zakończył na ostatnim 20.miejscu w grupie A Lega Pro Seconda Divisione i został zdegradowany do Serie D (D5).
Jednak klub nie przedłużył rejestracji na mistrzostwa, w związku z czym zostaje pozbawiony licencji FIGC. Latem 2012 nastąpiła fuzja z GS Mado z parafii Madonnina di Valenza, w wyniku czego połączony klub zmienił nazwę na ValenzanaMado i kontynuował grę w Eccellenza Piemonte-Valle d'Aosta (D6). Przed rozpoczęciem sezonu 2014/15 wprowadzono reformę systemy lig, wskutek czego szósty poziom awansował o jedną pozycję do góry. W sezonie 2016/17 zajął przedostatnie 15.miejsce w grupie B i potem przegrał baraże 2:3 z Colline Alfieri Don Bosco, po czym spadł do Promozione Piemonte-Valle d'Aosta (D6).

## Barwy klubowe, strój
|  |  |

Klub ma barwy czerwono-niebieskie. Zawodnicy domowe spotkania zazwyczaj grają w koszulkach pół czerwonego, a pół niebieskiego koloru, czerwonych spodenkach oraz czerwonych getrach.

## Sukcesy

### Trofea międzynarodowe
Nie uczestniczył w rozgrywkach europejskich (stan na 31-05-2020).

### Trofea krajowe
| \| \| Zdobyte trofea w rozgrywkach Włoch (stan na: 31-08-2020) \| |                                                          |      |                          |
| Rozgrywki                                                         | Osiągnięcie                                              | Razy | Sezon(y)                 |
| · Mistrzostwo                                                     | I miejsce                                                | 0    |                          |
| · Mistrzostwo                                                     | II miejsce                                               | 0    |                          |
| · Mistrzostwo                                                     | III miejsce                                              | 0    |                          |
| · Mistrzostwo                                                     | 4.miejsce                                                | 1    | 1914/15 (gr.B Piemont)   |
| · Puchar                                                          | zdobywca                                                 | 0    |                          |
| · Puchar                                                          | finalista                                                | 0    |                          |
| · Puchar                                                          | ćwierćfinalista                                          | 1    | 1922                     |
| II liga                                                           | I miejsce                                                | 0    |                          |
| II liga                                                           | II miejsce                                               | 2    | 1922/23 (B), 1924/25 (A) |
| II liga                                                           | III miejsce                                              | 1    | 1913/14 (Piemontese)     |
| Włochy                                                            | Zdobyte trofea w rozgrywkach Włoch (stan na: 31-08-2020) |      |                          |

- Seconda Divisione (Lega Nord) (D3):
  - wicemistrz (1x): 1926/27 (gr.A)

## Poszczególne sezony

### Rozgrywki międzynarodowe

#### Europejskie puchary
Nie uczestniczył w rozgrywkach europejskich.

### Rozgrywki krajowe
| \| Włochy \| Bilans występów klubu w rozgrywkach piłkarskich Włoch (Stan na 31 sierpnia 2020 r.) \| \| | |        |       |   |   |   |    |    |     |                                                                  |        |        |      |
| Poziom                                                                                                 | Rozgrywki | Sezony | Mecze | Z | R | P | B+ | B– | Pkt | Lata                                                             | Awanse | Spadki | Naj. |
| I | Prima Categoria (Sezione piemontese) | 4      |       |   |   |   |    |    |     | 1914/15, 1919–1922                                               | 0      | 1      | 4    |
| II | Promozione, Seconda Divisione, Prima Divisione | 7      |       |   |   |   |    |    |     | 1913/14, 1922–1926, 1927–1929                                    | 1      | 2      | 2    |
| III | Seconda Divisione | 1      |       |   |   |   |    |    |     | 1926/27                                                          | 1      | 0      | 2    |
| IV | Promozione, IV Serie, Serie C2, Lega Pro Seconda Divisione                                                                                           | 17     |       |   |   |   |    |    |     | 1950–1954, 2001–2012                                             | 0      | 2      | 1    |
| V | Prima Divisione, Promozione, Campionato Dilettanti, Prima Categoria, Campionato Interregionale, Campionato Nazionale Dilettanti, Serie D, Eccellenza | 38     |       |   |   |   |    |    |     | 1948–1950, 1954–1977, 1987–1992, 1993–1996, 1997–2001, 2014–2017 | 2      | 4      | 1    |
| | Puchar Włoch | 3      |       |   |   |   |    |    |     | 1922, 1926/27, 2005/06                                           | 0      | 0      | 1/4  |
| Włochy                                                                                                 | Bilans występów klubu w rozgrywkach piłkarskich Włoch (Stan na 31 sierpnia 2020 r.)                                                                  |        |       |   |   |   |    |    |     |                                                                  |        |        |      |

## Struktura klubu

### Stadion
Klub piłkarski rozgrywa swoje mecze domowe na Stadio Comunale w Valenza o pojemności 2 200 widzów.

### Derby
- Alessandria Foot Ball Club
- US Alessandrina
- ASD Novese